# Краткопрсти кобац
Краткопрсти кобац (лат. Accipiter brevipes) је птица из реда орлова и јастребова (Accipitriformes) и породице јастребова (Accipitridae).

## Опис
Ово је малена птица грабљивица дужине 30-37 cm, с распоном крила од 63-76 cm. Има кратка заобљена крила и дуг реп, што је прилагођено лету кроз шуму. Сличан је јастребу, али краћи реп и оштра крила га чине сличнијим соколу. Женка је већа од мужјака, али разлика између полова није тако упечатљива као код јастреба. Мужјак је одозго плавосиве боје, са тамним врховима крила и црвенкастим пругама одоздо. Женка је одозго сиве боје са нешто тамнијим врховима крила. Одоздо има црвенкасте пруге, а може имати и тамну линију на врату. Младунци су тамносмеђи одозго и имају гаће са тамним пругама. Има тамну линију на врату. Оглашавају се са оштрим „ки-вик“.

## Исхрана
Хране се маленим птицама, инсектима и гуштерима у шумама, ослањајући се на изненађење у лову.

## Распрострањење
Краткопрсти копци настањују Грчку и Балкан источно до југа Русије. Селице су, и зимују од Египта до југозападног Ирана. Селе се у великим јатима, за разлику од распрострањенијег јастреба.
Врста је присутна у Азербејџану, Албанији, Босни и Херцеговини, Бугарској, Грузији, Грчкој, Египту, Етиопији, Ираку, Ирану, Јемену, Јерменији, Јордану, Казахстану, Кипру, Либану, Мађарској, Македонији, Молдавији, Румунији, Русији, Сирији, Србији, Судану, Тунису, Турској, Украјини, Хрватској, Црној Гори, Џибутију и Шпанији.
Врста је повремено присутна, или је миграторна врста у Аустрији, Бахреину, ДР Конгу, Италији, Камеруну, Кенији, Кувајту, Нигеру, Пољској, Саудијској Арабији, Словенији, Танзанији, Узбекистану, Уједињеним Арапским Емиратима и Чешкој.

## Станиште и размножавање
Гнезде се на дрвећу и граде ново гнездо, обложено лишћем, сваке године. Период ношења јаја траје од маја до краја јуна. Женка изнесе 3-5 јаја.

## Угроженост
Ова врста није глобално угрожена, и наведена је као последња брига јер има широко распрострањење.
У Србији се сматра гнездарицом али је величина популације непозната због тајанственог начина живота. Процењена величина популације је од 20-30 парова, иако скоро није пронађен ни један потврђени гнездећи пар.